# Nationale Wissenschaftliche Bibliothek Odessa
Die Nationale Wissenschaftliche Bibliothek Odessa (ukrainisch Одеська національна наукова бібліотека Odeska nazionalna naukowa biblioteka) ist die älteste Bibliothek in der Ukraine. Sie besitzt über 5 Millionen Medien, davon etwa 10.000 Handschriften des 10. bis 13. Jahrhunderts, Inkunabeln und seltene Drucke.

## Geschichte
Die Bibliothek wurde 1829 auf Betreiben von Aleksej I. Ljowschin und mit Unterstützung durch den Grafen M. S. Woronzow in Odessa als zweite im Russischen Kaiserreich gegründet und mit 5600 Büchern ausgestattet. Die Eröffnung erfolgte am 15. April 1830. Seit 1834 erhielt sie Pflichtexemplare jedes Buches aus Odessa. Stadtoberhaupt Grigori Grigorjewitsch Marasli beschaffte weitere 10.000 Bücher. Die Grafenfamilie Tolstoi stiftete der Bibliothek etwa 4000 Bücher sowie Eichenschränke, förderte den Bau des Bibliotheksgebäudes finanziell, indem sie 50 Prozent der Kosten trug, und überschrieb ihr nach ihrer Flucht im Jahr 1919 die gesamte persönliche Büchersammlung, die auf 40.000 Exemplare geschätzt wurde. Von verschiedenen Professoren wurden je mehr als 1000 Bücher gestiftet und verschiedene Bibliotheken und Universitäten aus Frankreich, den USA oder auch China unterstützten den Aufbau des Bibliotheksbestands. Der Graf Michail Tolstoi war von 1897 bis 1919 Leiter und Treuhänder der Bibliothek.
Im Jahr 1917 umfasst die Bibliothek bereits 187.000 Bücher. Der Standort innerhalb Odessas änderte sich mehrfach, so wurde das heutige Archäologische Museum 1883 auch für die Bibliothek mit erbaut. Von 1922 bis 1941 hatte die Bibliothek das Recht auf Pflichtexemplare aller in der Sowjetunion veröffentlichten Werke. 1924 wurde sie den wissenschaftlichen Institutionen Odessas unterstellt und 1930 mit der wissenschaftlichen Bibliothek der Nationalen Universität Odessa und der Taras-Schewtschenko-Bibliothek zur Nationalen wissenschaftlichen Bibliothek Odessa zusammengelegt. Im Jahr 1933 wurde erneut eine Bibliothek für die Universität ausgegliedert. Von 1941 bis 2015 war die Bibliothek nach Maxim Gorki als Wissenschaftliche Bibliothek „Maxim Gorki“ des Nationalen Ordens der Völkerfreundschaft in Odessa benannt. Seit dem Jahr 1975 ist sie die Hauptsammelstelle für Werke zum Süden der Ukraine. Im Jahr 2009 erhielt sie den Status einer Nationalbibliothek. In 27 Abteilungen sind ungefähr 270 Mitarbeiter beschäftigt.
Als bedeutsam gilt die 1921 gegründete Abteilung für seltene Ausgaben und Handschriften, deren erste Leiterin Oleksandra M. Tjuneewa (1888–1984) zudem im Jahr 1922 in der Bibliothek das erste Buchmuseum der Ukraine gründete. Im Jahr 1929 erfolgte eine Inventur „nichtsowjetischer Inhalte“, die zur Entfernung von Büchern und Dokumenten aus der Bibliothek und zur Entlassung Tjuneewas führte, da diese Bücher vor den Zensoren versteckt hatte. In der Bibliothek werden die ältesten slawischen Schriftdenkmäler aus dem 11. Jahrhundert aufbewahrt. Zudem zählt zu den Beständen das Evangelium Achridanum, die Ostroger Bibel von 1581, Werke aus dem Kiewer Höhlenkloster, dem Kloster Hilandar, von der Lemberger Bruderschaft oder auch frühe kyrillische Druckwerke. In der Bibliothek finden auch Ausstellungen und Tagungen statt. Zudem werden die historischen Bestände systematisch erschlossen.

## Gebäude
Das denkmalgeschützte Hauptgebäude wurde in den Jahren von 1904 bis 1906 nach einem Entwurf des Architekten Fjodor P. Nesturch erbaut. Es wurde am 19. Februar 1907 eröffnet. Im Anklang an Palastbauten der Renaissance, insbesondere aber an die griechische Architektur der Antike, wurde ein Gebäude geschaffen, das aus verschiedenen Bauteilen besteht, die versetzt zueinander stehen. Am weitesten nach Süden vorgeschoben ist der Portikus mit Freitreppe, Dreiecksgiebel und Säulen, der vor einem T-förmigen Gebäude steht, das reich geschmückt wurde. Neben Gesims, Ornament, Antefixen und Friese prägt insbesondere eine Reihe von sechs Plastiken (Karyatiden) die Hauptfassade des Risaliten. Auch die anderen Fensterachsen wurden reich verziert. Parallel zu diesem Hauptbau stehen erneut zurückversetzt zwei parallele Bauteile, die jeweils mit großen Dreiecksgiebeln betont werden, die jeweils die drei Fensterachsen überspannen. Im Norden gibt es einen modernen Anbau.